# Vladimir Pasechnik
Vladimir Artemovich Pasechnik (12 octobre 1937, Stalingrad, URSS - 21 novembre 2001, Wiltshire, Angleterre) était un biologiste soviétique chevronné qui se rendit au Royaume-Uni en 1989 afin d'alerter les services de renseignement occidentaux sur l'ampleur de l'armement biologique clandestin de Moscou, programme appelé Biopreparat. Ses révélations selon lesquelles le programme était dix fois plus important que ce que l'on soupçonnait auparavant ont été confirmées en 1992 avec la défection aux États-Unis du colonel Kanatjan Alibekov, le scientifique numéro deux du programme.

## Biographie
Originaire de Leningrad, de nombreux membres de la famille de Pasechnik, y compris ses parents, ont péri lors du siège nazi de cette ville pendant la Seconde Guerre mondiale. Pasechnik a étudié à l'institut polytechnique de Léningrad, où il a été l'une des plus brillantes stars de l'institut, obtenant son diplôme en tête de sa classe. Pasechnik s'est initialement spécialisé dans l'étude des polymères à usage biologique à l'Institut des composés à haute molécule de Léningrad. L'intention était de développer de nouveaux antibiotiques et d'autres traitements.
En 1974, à l'âge de 37 ans, Pasechnik est invité par un général du ministère soviétique de la Défense à créer son propre institut de biotechnologie à Leningrad. Il dispose d'un "budget illimité" pour acheter de l'équipement en Occident et recruter le meilleur personnel disponible. Le laboratoire qu'il a créé faisait en réalité partie du programme national Biopreparat. Connu sous le nom d’Institut de préparations biochimiques ultra-pures, il devait travailler sur une souche de peste. Le laboratoire a effectivement commencé à fonctionner en 1981 et, au cours des deux années suivantes, Pasechnik s'est rendu compte que, loin de mener une opération de recherche civile dédiée au développement de vaccins, il était devenu membre d'un vaste réseau de laboratoires et d'usines impliqués dans le développement du programme biologique militaire soviétique. Selon Pasechnik, l’Institut, qui comptait environ 400 personnels, a mené des recherches sur la modification des missiles de croisière afin de propager la peste. Le système d'armes devait fonctionner à basse altitude pour éviter les systèmes d'alerte précoce et pulvériser des nuages d'agents pathogènes en aérosol sur des ennemis sans méfiance. L'équipe a réussi à produire une version aérosolisée du microbe de la peste qui pourrait survivre à l'extérieur d'un laboratoire. Cette version de l’organisme a été mise au point par génie génétique pour résister aux antibiotiques.
Au milieu des années 1980, Pasechnik est devenu de plus en plus mécontent. ("Je ne pouvais pas dormir la nuit, pensant à ce que nous faisions", comme il dira à ses interrogateurs britanniques). Il a commencé à planifier une défection en 1988, mais il n'avait jamais été autorisé à voyager à l'étranger. Sa chance se présenta à l'été 1989 lorsque, en reconnaissance de ses performances passées, il fut autorisé à se rendre à Toulouse pour signer des contrats un fabricant français de matériel de laboratoire chimique. Plutôt que de signer, il s'est rendu à l'ambassade britannique à Paris. Une fois révélé, le gouvernement soviétique a insisté sur le fait que les recherches de Pasechnik avaient pour but de se défendre contre les actes de guerre biologique d'un ennemi et que le programme avait été arrêté.
Au début de 1993, le gouvernement britannique a autorisé Pasechnik à parler en public. L'année suivante, l'écrivain James Adams a raconté l'histoire de Pasechnik dans un livre, The New Spies. Pasechnik a vécu à Wiltshire et a travaillé au centre de recherche en microbiologie appliquée du ministère de la Santé du Royaume-Uni à Porton Down, avant de créer Regma Biotechnologies, qui est impliqué dans la recherche sur la tuberculose et d'autres infections pharmaco-résistantes.
Pasechnik est décédé des suites d'un accident vasculaire cérébral en 2001 à Salisbury. Il laisse dans le deuil sa femme, Natasha, une fille et deux fils. Selon l'un de ses fils, Nikita, il s'attendait toujours à ce que le KGB (ou le FSB) s'occupe de lui.